# Jan Nepomucen Gratkowski
Jan Nepomucen Gratkowski – rewizor generalny Komisji Wodnej, nobilitowany w 1791 roku, złożył akces do insurekcji kościuszkowskiej, członek wolnomularstwa.
Był członkiem loży wolnomularskiej Świątynia Minerwy w 1821 roku, członkiem loży Rycerze Gwiazdy z Minerwy.